# 甲基球形菌属
甲基球形菌属也称甲基球菌属，为甲基球菌科的一个属。该属的模式种为（Methylosphaera hansonii）。

## 下属物种
- Methylosphaera hansonii Bowman et al. 1998